# Emilio Angeletti
Emilio Angeletti (Morrovalle, 23 maggio 1915 – Macerata, 1º settembre 1987) è stato un calciatore italiano, di ruolo difensore.

## Carriera
Tra il 1936 ed il 1939 ha giocato in Serie C con la Maceratese, con cui nella stagione 1938-1939 ha anche vinto il campionato; ha poi giocato per tre stagioni consecutive in Serie B con il Siena, dal 1939 al 1942, per un totale di 60 presenze, 59 delle quali nell'arco dei campionati 1939-1940 e 1940-1941.

## Palmarès

### Club

#### Competizioni nazionali
- Serie C: 1

Macerata: 1938-1939 (girone F)